# Czerwona bila

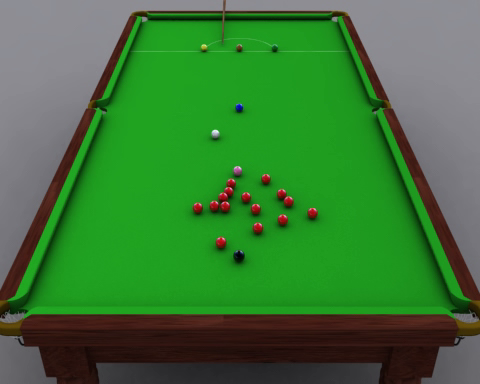
Rozejście się czerwonych bil po rozbiciu – należy zwrócić uwagę na słabo wyprowadzoną białą bilę – która powinna znaleźć się w okolicy "niskich" kolorów

Czerwona bila − w snookerze jedna z 15 bil ułożonych w tzw. trójkąt. Każda z czerwonych bil jest warta 1 punkt. Po wbiciu bili czerwonej możliwe (i konieczne) jest zagranie jednej spośród 6 bil kolorowych: żółtej, zielonej, brązowej, niebieskiej, różowej lub czarnej.
Wbijanie bil czerwonych jest jedynym sposobem na zbudowanie breaka i w rezultacie wygranie partii. Funkcję czerwonej bili może pełnić dowolna bila kolorowa w sytuacji, gdy jest ogłoszona wolna bila po faulu któregoś z zawodników. Jeżeli kolejną zagrywaną bilą ma być bila czerwona, to jednoczesne wbicie kilku bil tegoż koloru nie jest traktowane jako faul - gracz otrzymuje tyle punktów ile bil czerwonych wbił (np. w przypadku dwóch bil są to dwa punkty). Za faul na bili czerwonej (np. jej wbicie w sytuacji, gdy wbita miała być bila kolorowa) przeciwnik otrzymuje 4 punkty.